# Nicola Vaccaro
Pour les articles homonymes, voir Famille Vaccaro.
Nicola Vaccaro (Naples, 13 mars 1640 – Naples, 25 mai 1709) est un peintre italien de la période baroque tardive.

## Biographie
Nicola Vaccaro naît dans une famille de peintres et c'est avec son père, Andrea Vaccaro, qu'il effectue son apprentissage,. Il est influencé par le style paysagiste de Salvator Rosa. Il s'installe à Rome et entre dans l'atelier de Nicolas Poussin. 
Plus tard, il tombe amoureux d'une chanteuse et met de côté la peinture pour se consacrer à l’exercice de librettiste et directeur de théâtre de San Bartolomeo de Naples, entre 1683 et 1689.

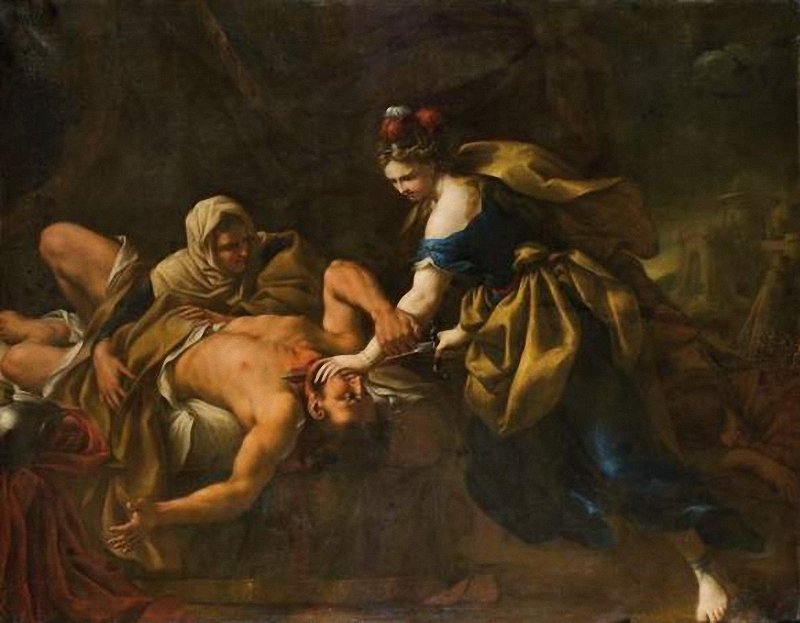
Judith et Holopherne, huile sur toile.
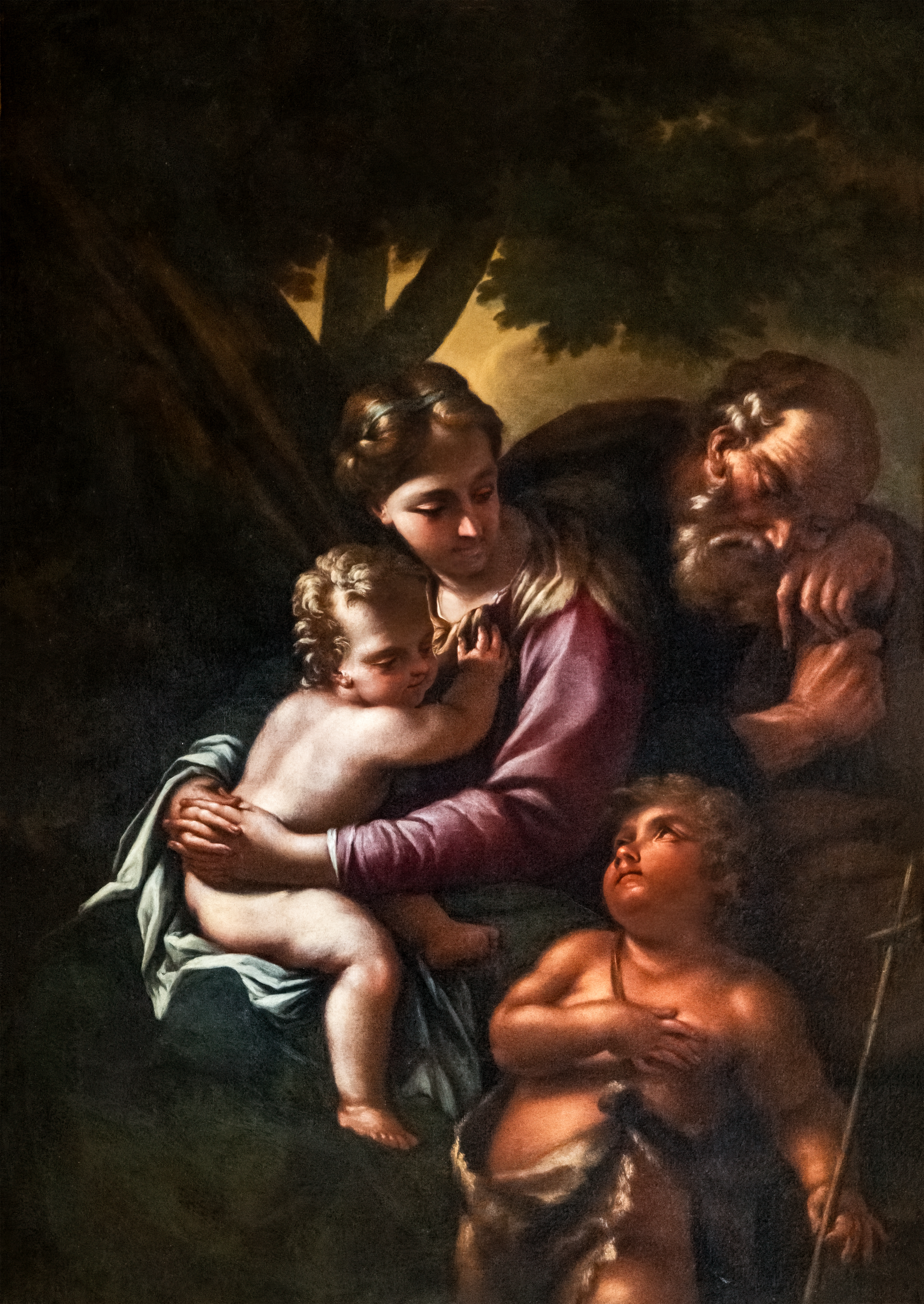
Sainte famille et saint Jean, Musée des Beaux-Arts de Narbonne